# IC 5344
IC 5344 — галактика типу NF (в процесі підтвердження) у сузір'ї Водолій.
Цей об'єкт міститься в оригінальній редакції індексного каталогу.